# Tombor Zoltán
Tombor Zoltán (Budapest, 1973. március 15. –) Budapesten élő és alkotó fotográfus. Autodidakta, tizenévesen ismerkedett meg a fotográfia alapjaival és 1995 óta hivatásszerűen fényképez.

## Biográfia
Tombor István és Szecsődi Sára gyermekeként született. Középiskolai tanulmányait követően kezdett komolyabban érdeklődni a fotográfia iránt. Karrierje Magyarországon kezdődött, majd 2003-ban Milánóba költözött, ahol főként divat-, reklám- és portré felkéréseket teljesített. 2011-ben feleségével Tombor Nellivel New Yorkban telepedett le, majd kilenc év után hazaköltöztek Budapestre.  

## Fotográfiai munkássága
Műfaji besorolása nehéz, a klasszikus értelemben vett portré- és divatfotó mellett csendéleteket, tájképeket készít és dokumentarista sorozatokon is dolgozik. 
Karrierje kezdetén 1995 és 2003 között Budapesten fotózott, divatsorozatokat készített és kamerája elé álltak olyan ismert személyek, mint Alföldi Róbert, Andy Vajna, Christopher Lambert, Csányi Sándor, Cserhalmi György, Dobó Kata, Eddie Murphy, Eperjes Károly, Ernyey Béla, Eszenyi Enikő, Friderikusz Sándor, Für Anikó, Gryllus Dorka, Gubás Gabi, Hámori Gabriella, Hernádi Judit, Ines Sastre, Kolovratnik Krisztián, Koltai Lajos, Kulka János, Malek Andrea, Marozsán Erika, Ónodi Eszter, Rost Andrea és Sophie Marceau. 
2003-ban egy olasz fotóügynök segítségével Milánóba költözött, hogy munkáját bemutassa a nemzetközi piacon. A következő nyolc évben közreműködött többek között a Conde Nast kiadó Vogue és Vogue Gioiello magazinjainak, a Hearst és a Mondadori kiadóknak, a La Perla és Revlon márkáknak, valamint készített videóklippet Marc Almond-nak és a Crazy P-nek. 2011-ben szerződtette az amerikai See Management és még ebben az évben New York-ba költözött. Képeit publikálta többek között a Vogue, a Harper’s Bazaar, a Time, a The Last Magazine, a Sunday Times Style, a Vman és a Kinfolk magazinok, és olyan márkáknak közreműködött, mint a DKNY, a Net-a-porter, a Theory, a 3.1 Phillip Lim, John Lewis és Avéne cosmetics. Fényképezte Alicia Keys-t, Letitia Wright-ot Shirin Neshat-ot, Francesco Clemente-t, Lauren Ridloff-ot, Dev Hynes-t, Thom Browne-t, Justin Peck-ket és Fabien Baron-t. 
2015-ben megalapította saját, évente megjelenő kiadványát, a Supernation Archiválva 2019. május 7-i dátummal a Wayback Machine-ben-t, mely divat és dokumentarista sorozatait mutatja be.
Tagja a Magyar Fotóművészek Szövetségének, a Magyar Újságírók Országos Szövetségnek, a New York-I International Center of Photography-nak és a Professional Photographers of America szervezetnek.
Kommercionális ügynöksége a Darling Creative Ltd, művészeti alkotásait az Einspach Fine Art & Photography galéria értékesíti, szindikációs ügynöksége a Trunk Archive.

### Publikációk
- Elszigetelve – Bookart és az Új Kriterion Galéria 2021
- The Kinfolk Garden Book – Artisan Books 2020
- Supernation – Barbara Palvin – Supernation Publishing Archiválva 2019. május 20-i dátummal a Wayback Machine-ben 2019
- Reiauto no kyokasho – Layout textbook – SB Creative 2019
- Supernation – Kinga – Supernation Publishing Archiválva 2019. május 7-i dátummal a Wayback Machine-ben 2018
- The Eye – Artisan Books 2018
- A.F.Vandevorst – Ende Neu Archiválva 2019. május 7-i dátummal a Wayback Machine-ben – Cannibal Publishing Archiválva 2021. október 7-i dátummal a Wayback Machine-ben 2018
- Supernation – Lara and Ling – Supernation Publishing Archiválva 2019. május 7-i dátummal a Wayback Machine-ben 2017
- Kinfolk Enterpreneur – Artisan Books 2017
- Supernation – Giedre, Cato and Aliz – Supernation Publishing Archiválva 2019. május 7-i dátummal a Wayback Machine-ben 2016
- Supernation – Vanessa – Supernation Publishing Archiválva 2019. május 7-i dátummal a Wayback Machine-ben 2015

### Kiállítások

#### Önálló
- 2021 Fényterápia / Light Therapy – Magyar Fotográfusok Háza – Mai Manó Ház
- 2019 Hazafelé – Société Budapest
- 2011 Absolutly – Tőzsdepalota – Váci utca 1, Budapest
- 2009 Mode Hongroise – Párizsi Magyar Intézet
- 2005 Aids Jótékonysági Gála – Monte-Carlo

#### Csoportos
- 2021 Dialógus az építészet megtapasztalásáról – Dialog uber das Erleben von Architektur – Duo kiállítás dr. Ralph Fischerrel – Stuttgarti Magyar Kulturális Intézet
- 2020 Testkép – Kiscelli Múzeum
- 2020 Art for Act – UNICEF – Bródy House Budapest
- 2018 #QOL – The quality of life – Artless Gallery Tokyo Archiválva 2019. május 7-i dátummal a Wayback Machine-ben, Japan
- 2018 Adam and Eve – jótekonysági aukció – Cancer Research UK – London
- 2017 Oltre Roma – Balassi Intézet – Róma
- 2016 Beyond the foreground – Garda Múzeum, Ivrea, Olaszország
- 2015 Premio Cramum – Olasz Intézet, Budapest
- 2014 Premio Cramum – Isimbardi Palace, Milánó
- 2011 Artkatakomba Galéria, Budapest
- 2010 A divat világa a fotográfiaban – tegnap és ma – XXVIII. Magyar Sajtófotó Kiállítás – Magyar Nemzeti Múzeum
- 2010 Martin Munkácsi „Think while you shoot” – Katalógus – Ludwig Múzeum
- 2009 XXVII. Magyar Sajtófotó Kiállítás – Magyar Nemzeti Múzeum

## Díjai, elismerései
- 2019 Circle Foundation – Art Expo NYC – Díjazott
- 2018 CICFF – Calcutta International Cult Film Festival – Hivatalos szelekció
- 2018 Monochrome Awards – Alicia Keys portré – Díjazott
- 2017 IPA – Int’l Photography Awards – Díjazott
- 2015 LICC – London International Creative Competition – Díjazott
- 2012 New York Photo Awards – „Poor Celine” – Válogatás
- 2012 LeBook Connections London – Válogatás
- 2012 New York Film Festival – „Poor Celine” – Válogatás
- 2012 Sao Paulo Fashion Video Festival[halott link] – Meghívott
- 2011 International Fashion Video Festival Budapest – Első díj
- 2010 International Fashion Video Festival Budapest – Harmadik helyezett
- 2009 Prix De La Photographie Paris – Díjazott
- 2009 XXVII. Magyar Sajtófotó – Harmadik helyezett

## Linkek
- www.tombor.com Archiválva 2019. június 4-i dátummal a Wayback Machine-ben
- @zoltantombor
- www.superantionmag.com Archiválva 2019. május 20-i dátummal a Wayback Machine-ben
- www.darling-creative.com